# Reinhold Becker (Schwimmer)
Reinhold Becker (* 23. Mai 1959 in Troisdorf) ist ein deutscher Schwimmer, der in den späten 1970er-Jahren aktiv war. Er startete für die SSF Sieglar. 
Er gewann insgesamt drei deutsche Meistertitel:
- 200 m Rücken 1977 und 1978
- 200 m Lagen 1978

Bei den Olympischen Spielen 1976 in Montreal startete er über 100 und 200 m Rücken, schied jedoch beide Male bereits im Vorlauf aus.  